# Wilhelm Ferdinand Willink van Collen
Wilhelm (Willem, Wilhem) Ferdinand Willink van Collen (* 23. März 1847 in Amsterdam; † 30. Dezember 1878 ebenda) war ein niederländischer Maler und Mäzen.

## Leben
Wilhelm war der älteste Sohn des Fabrikanten Daniel Willink (1808–1871, ab 1845 Willink van Collen) und dessen Ehefrau Johanna Maria Elisabeth van Collen (1820–1853). Mit dem frühen Tod seiner Mutter, die 1844 das Herrenhaus Gunterstein zu Breukelen in die Ehe eingebracht hatte, starb das rheinisch-niederländische Adelsgeschlecht Collen aus.

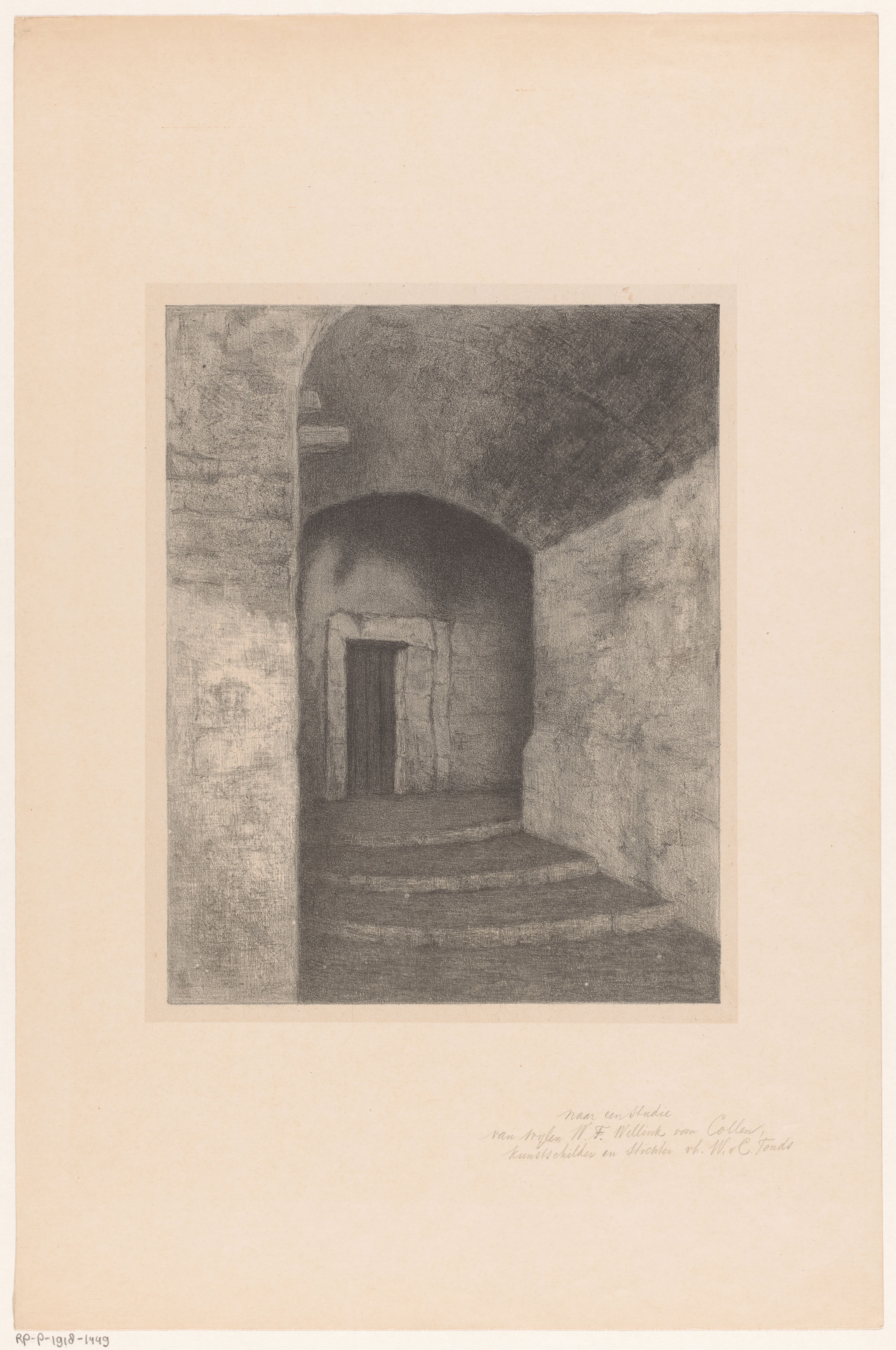
Oude poort (Altes Tor), Lithografie von Nelly Honig (1879–1894) nach einer Studie von Wilhelm Ferdinand Willink van Collen

Zusammen mit seinem Bruder Hermann Daniel (1849–1913) erhielt er in den Jahren 1858 bis 1864 im angesehenen Instituut Noorthey in Veur (heute Leidschendam-Voorburg) eine höhere Schulausbildung. Besonders interessierte er sich für Kunst. Er malte als Dilettant.
Am 5. Oktober 1871 heiratete er Anna van Bosse, eine Tochter des Amsterdamer Geschäftsmanns Jacob van Bosse (1812–1894) und dessen Frau Jaqueline Jeanne (1813–1856). Da seine Gesundheit angegriffen war, lebte er mit ihr großenteils in Südfrankreich.
Wilhelm Ferdinand Willink van Collen starb bereits im Alter von 31 Jahren. Testamentarisch stiftete er der bekannten Amsterdamer Institution Arti et Amicitiae eine Summe von 30.000 Gulden zur Unterstützung junger Künstler. Als Willink van Collenprijs konnte so ab 1880 ein Förderpreis für junge Künstler der Tafelmalerei vergeben werden.